# Almbro
Almbro is een plaats in de gemeente Örebro in het landschap Närke en de provincie Örebro län in Zweden. De plaats heeft 70 inwoners (2005) en een oppervlakte van 9 hectare. De plaats ligt aan de Riksväg 50, ongeveer tien kilometer ten zuiden van de stad Örebro. De directe omgeving van de plaats bestaat uit door bos omringde landbouwgrond en langs de plaats loopt de rivier de Täljeån. De bebouwing in het dorp bestaat geheel uit vrijstaande huizen en bij de plaats ligt een houtzaagmolen.